# Heidemarie Stefanyshyn-Piper

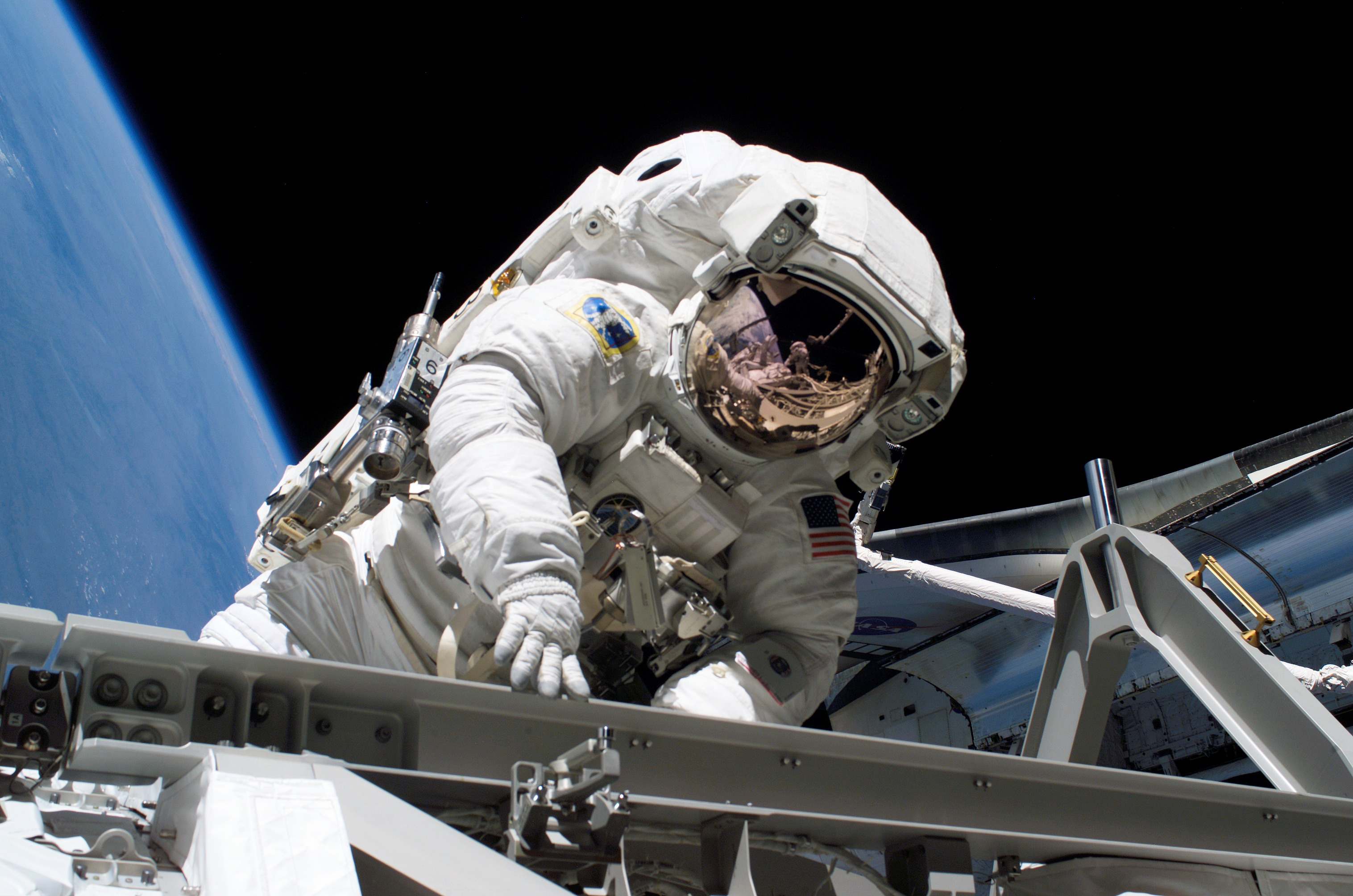
Misja STS-115 – Heide Stefanyshyn-Piper podczas pracy w otwartej przestrzeni kosmicznej

Heidemarie Martha Stefanyshyn-Piper (ur. 7 lutego 1963 w Saint Paul) – amerykańska inżynier, emerytowana astronautka i komandor United States Navy w stanie spoczynku. 

## Życiorys

### Wykształcenie i służba wojskowa
W 1980 ukończyła szkołę średnią (Derham Hall High School) w rodzinnym St. Paul. W 1984 została absolwentką Massachusetts Institute of Technology, gdzie uzyskała licencjat w dziedzinie budowy maszyn. Rok później na MIT otrzymała stopień magistra w tej samej specjalności. W czerwcu 1985 wstąpiła do Marynarki Wojennej Stanów Zjednoczonych. W Panama City na Florydzie przeszła trening w Szkolnym Centrum Operacji Podwodnych i Ratunkowych Sił Morskich. Później pełniła służbę na okręcie ratowniczym USS „Grapple”. Od września 1995 służyła w Dowództwie Systemów Morskich Marynarki (Naval Sea Systems Command) jako oficer ds. bezpieczeństwa jednostek podwodnych podczas operacji ratunkowych i prac podwodnych (Underwater Ship Husbandry Operations Officer). Brała udział w przygotowaniu planów podniesienia okrętu podwodnego marynarki peruwiańskiej „Pacocha” oraz w pracach nad ściągnięciem z mielizny tankowca „Exxon Houston”, który osiadł na niej w marcu 1989 niedaleko hawajskiej wyspy Oʻahu.

### Praca w NASA i kariera astronauty
- 1 maja 1996 – została przyjęta do korpusu astronautów NASA (NASA-16(inne języki)) jako kandydatka na specjalistę misji.
- 1998 – zakończyła szkolenie podstawowe, po którym otrzymała uprawnienia specjalisty misji i przydział do Biura Astronautów NASA. Początkowo była w zespole wspierającym załogi w dniu startu, a później trafiła do działu zajmującego się działaniami astronautów na zewnątrz pojazdów kosmicznych (EVA Branch).
- 27 lutego 2002 – została mianowana specjalistką misji w załodze wyprawy STS-115. Start wahadłowca był zaplanowany na wiosnę 2003. Po katastrofie promu Columbia plan lotów został jednak gruntownie zmieniony, a misję wielokrotnie przesuwano.
- 9–21 września 2006 – na pokładzie wahadłowca Atlantis uczestniczyła w misji STS-115.
- Listopad 2007 – została wyznaczona przez NASA do swojego drugiego lotu kosmicznego w ramach wyprawy STS-126. Ponownie powierzono jej funkcję specjalisty misji[1].
- 15–30 listopada 2008 – na pokładzie wahadłowca Endeavour uczestniczyła w misji STS-126.
- 2009 – zakończyła pracę w NASA i powróciła do Marynarki USA.
- od 20 maja 2011 do 2 lipca 2013 – dowodziła umiejscowioną w Carderock jednostką Naval Surface Warfare Center(inne języki)[2][3]
- od lipca 2013 do marca 2015 – dowodziła południowo-zachodnią sekcją Regional Maintenance Center w San Diego.
- 1 lipca 2015 – przeszła w stan spoczynku[4].

### Rodzina
Jej ojciec, Michajło, urodził się rodzinie ukraińskiej mieszkającej w Galicji. Podczas II wojny światowej został zesłany na roboty przymusowe do Niemiec, gdzie po zakończeniu wojny poślubił Adelheidę. Następnie wraz ze swoją niemiecką żoną wyemigrował do Stanów Zjednoczonych i osiadł w Saint Paul.
Sama Heidemarie wyszła za mąż za Amerykanina – Glenna A. Pipera, z którym ma syna – Michaela. Po ślubie nie zrezygnowała z nazwiska rodowego, pragnąc podkreślić swoje przywiązanie do rodzinnych korzeni.

## Odznaczenia i nagrody
- Defense Superior Service Medal
- Legion of Merit – dwukrotnie
- Defense Meritorious Service Medal
- Meritorious Service Medal
- Navy Commendation Medal – dwukrotnie
- Navy Achievement Medal – dwukrotnie
- National Defense Service Medal
- NASA Exceptional Service Medal
- NASA Space Flight Medal – dwukrotnie
- Order Księżnej Olgi III klasy (Ukraina)
- Wprowadzenie do Panteonu Sławy Kobiet-Nurków (Women Diver's Hall of Fame)
- Universal Astronaut Insignia za lot orbitalny (nr 445) – Stowarzyszenie Uczestników Lotów Kosmicznych (Association of Space Explorers(inne języki))[5]

## Wykaz lotów
| Loty kosmiczne, w których uczestniczyła Heidemarie M. Stefanyshyn-Piper | Loty kosmiczne, w których uczestniczyła Heidemarie M. Stefanyshyn-Piper | Loty kosmiczne, w których uczestniczyła Heidemarie M. Stefanyshyn-Piper | Loty kosmiczne, w których uczestniczyła Heidemarie M. Stefanyshyn-Piper | Loty kosmiczne, w których uczestniczyła Heidemarie M. Stefanyshyn-Piper | Loty kosmiczne, w których uczestniczyła Heidemarie M. Stefanyshyn-Piper | Loty kosmiczne, w których uczestniczyła Heidemarie M. Stefanyshyn-Piper |
| Nr                                                                      | Data startu                                                             | Data lądowania                                                          | Statek kosmiczny                                                        | Funkcja                                                                 | Czas trwania                                                            |                                                                         |
| ----------------------------------------------------------------------- | ----------------------------------------------------------------------- | ----------------------------------------------------------------------- | ----------------------------------------------------------------------- | ----------------------------------------------------------------------- | ----------------------------------------------------------------------- | ----------------------------------------------------------------------- |
| 1                                                                       | 9 września 2006                                                         | 21 września 2006                                                        | STS-115 Atlantis F-27                                                   | Specjalista misji (MS-3)                                                | 11 dni 19 godzin 6 minut i 35 sekund                                    |                                                                         |
| 2                                                                       | 15 listopada 2008                                                       | 30 listopada 2008                                                       | STS-126 Endeavour F-22                                                  | Specjalista misji                                                       | 15 dni 20 godzin 29 minut i 27 sekund                                   |                                                                         |
| Łączny czas spędzony w kosmosie — 27 dni 15 godzin 36 minut i 2 sekundy |                                                                         |                                                                         |                                                                         |                                                                         |                                                                         |                                                                         |